# Gymnohydnotrya

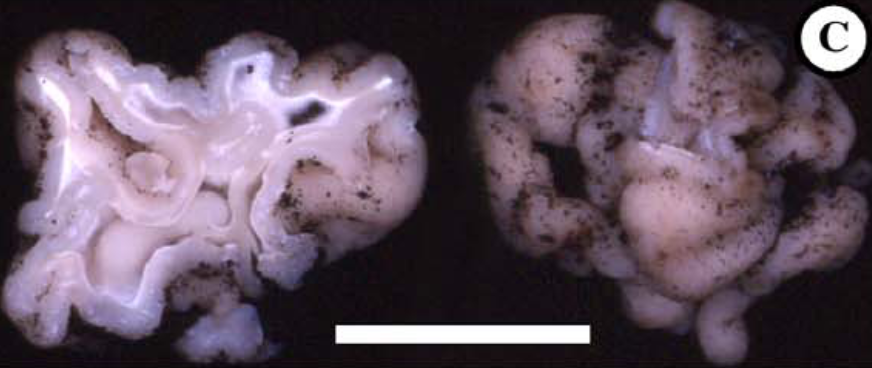
Muestras Gymnohydnotrya.

Gymnohydnotrya es un género de hongos ascomicetos relacionado con el género Gyromitra de morillas falsas.